# Иваново (Одесская область)
Иваново (укр. Іванове, до 2016 года — Свердлово) — село, относится к Лиманскому району Одесской области Украины.
Население по переписи 2001 года составляло 1560 человек. Почтовый индекс — 67542. Телефонный код — 4855. Занимает площадь 3,15 км². Код КОАТУУ — 5122785101.

## История
Село Малый Буялык основано в 1801 году на месте небольшой ногайской деревни Аджалык (появившейся в 1792 году).
В 1923 году переименовано в Свердлово, в 2016 году переименовано в Иваново.

## Местный совет
67542, Одесская область, Лиманский район, село Иваново, улица Центральная